# La Celia (volcán)
El Volcán de La Celia es un cono volcánico situado en la región de Murcia, en el municipio de Jumilla. Situándose cerca de la frontera con la provincia de Albacete, y al Norte de la pequeña localidad de La Celia.

## Aspecto
El volcán tiene forma de cono, como cualquier cono volcánico; y su cráter está totalmente erosionado convirtiéndose en un pitón volcánico.

## Vulcanismo
El volcán está compuesta de una roca volcánica llamada jumillitas. Se originó sobre la Falla de Cenajo-Jumilla-Yecla.

## Alrededores
Está situado sobre un gran campo volcánico que data del Intraplioceno, y que comprende la región de Murcia, y la mayor parte de la provincia de Albacete, en que dicho campo volcánico, también se encuentra el volcán de Cancarix. Atraviesa dicho campo el río Segura y el río Mundo. El campo volcánico está formado por muchos conos volcánicos erosionados y muchas coladas de lava.
El volcán de La Celia, por sus laderas. Se encuentra los restos de las minas de La Celia. Se abrieron durante principios del siglo XX, y se extraía un mineral llamado apatito, que transportaba dicho mineral por un tren, hacia la localidad de Minateda, en el municipio de Hellín. La mina está en la actualidad abandonada.

## Asuntos medioambientales
La Celia o también llamado como Jumillitas de Las Minas de La Celia, es uno de los volcanes más protegidos y conocidos de la región de Murcia.